# Micrarchus hystriculeus
Micrarchus hystriculeus är en insektsart som först beskrevs av John Obadiah Westwood 1859.  Micrarchus hystriculeus ingår i släktet Micrarchus och familjen Diapheromeridae. Inga underarter finns listade i Catalogue of Life.